# Unterseeboot 622
L'Unterseeboot 622 ou U-622 est un sous-marin allemand (U-Boot) de type VIIC utilisé par la Kriegsmarine pendant la Seconde Guerre mondiale.
Le sous-marin fut commandé le 15 août 1940 à Hambourg (Blohm & Voss), sa quille fut posée le 1er juillet 1941, il fut lancé le 19 mars 1942 et mis en service le 14 mai 1942, sous le commandement de l'Oberleutnant zur See Horst-Thilo Queck.
L'U-622 n'endommagea ou ne coula aucun navire au cours de ses 4 patrouilles (151 jours en mer).
Il fut coulé à Trondheim par un raid de l'aviation américaine, en juillet 1943.

## Conception
Unterseeboot type VII, l'U-622 avait un déplacement de 769 tonnes en surface et 871 tonnes en plongée. Il avait une longueur totale de 67,10 m, un maître-bau de 6,20 m, une hauteur de 9,60 m et un tirant d'eau de 4,74 m. Le sous-marin était propulsé par deux hélices de 1,23 m, deux moteurs diesel Germaniawerft M6V 40/46 de 6 cylindres en ligne de 1 400 cv à 470 tr/min, produisant un total de 2 060 à 2 350 kW en surface et de deux moteurs électriques BBC GG UB 720/8 de 375 cv à 295 tr/min, produisant un total 550 kW, en plongée. Le sous-marin avait une vitesse en surface de 17,7 nœuds (32,8 km/h) et une vitesse de 7,6 nœuds (14,1 km/h) en plongée. Immergé, il avait un rayon d'action de 80 milles marins (150 km) à 4 nœuds (7,4 km/h; 4,6 milles par heure) et pouvait atteindre une profondeur de 230 m. En surface son rayon d'action était de 8 500 milles nautiques (soit 15 700 km) à 10 nœuds (19 km/h). 
L'U-622 était équipé de cinq tubes lance-torpilles de 53,3 cm (quatre montés à l'avant et un à l'arrière) qui contenait quatorze torpilles. Il était équipé d'un canon de 8,8 cm SK C/35 (220 coups) et d'un canon antiaérien de 20 mm Flak. Il pouvait transporter 26 mines TMA ou 39 mines TMB. Son équipage comprenait 4 officiers et 40 à 56 sous-mariniers.

## Historique
Il effectue sa période de formation et d'entrainement dans la 8. Unterseebootsflottille jusqu'au 1er octobre 1942, il rejoint sa formation de combat dans la 11. Unterseebootsflottille et dans la 13. Unterseebootsflottille à partir du 1er juin 1943.
En quatre patrouilles de guerre, l'U-622 est affecté dans l'Océan Arctique. Il navigue en Mer de Norvège et en Mer de Barents, sans victoire au combat.
L'U-622 coule le 24 juillet 1943 à 13 h 53 à la position 63° 27′ N, 10° 23′ E, lors d'un bombardement sur Trondheim par des B-17 américains de la 95th Air Base Wing (en). 
Aucun des membres de l'équipage n'est tué pendant l'attaque.
Il fut le seul U-Boot coulé à quai pendant un bombardement lors de la Seconde Guerre mondiale. 
Il est renfloué le 20 avril 1944 et amarré, sans être jamais réparé. Son épave est récupérée par les forces britanniques en mai 1945 et démolie la même année.

## Affectations
- 8. Unterseebootsflottille du 14 mai 1942 au 1er octobre 1942 (Période de formation).
- 11. Unterseebootsflottille du 2 octobre 1942 au 31 mai 1943 (Unité combattante).
- 13. Unterseebootsflottille du 1er juin 1943 au 24 juillet 1943 (Unité combattante).

## Commandement
- Kapitänleutnant Horst-Thilo Queck du 14 mai 1942 au 24 juillet 1943 (Croix allemande).

## Patrouilles
|       | Commandant               | Départ           | Départ       | Arrivée          | Arrivée      | Jours     | Succès |
| ----- | ------------------------ | ---------------- | ------------ | ---------------- | ------------ | --------- | ------ |
|       | Oblt. Horst-Thilo Queck  | 6 octobre 1942   | Kiel         | 9 octobre 1942   | Bergen       | 4 jours   |        |
| 1     | Oblt. Horst-Thilo Queck  | 12 octobre 1942  | Bergen       | 12 novembre 1942 | Skjomenfjord | 32 jours  |        |
|       | Oblt. Horst-Thilo Queck  | 14 novembre 1942 | Skjomenfjord | 17 novembre 1942 | Bergen       | 4 jours   |        |
| 2     | Kptlt. Horst-Thilo Queck | 28 décembre 1942 | Bergen       | 29 janvier 1943  | Skjomenfjord | 33 jours  |        |
| 3     | Kptlt. Horst-Thilo Queck | 9 février 1943   | Skjomenfjord | 15 mars 1943     | Narvik       | 35 jours  |        |
|       | Kptlt. Horst-Thilo Queck | 16 mars 1943     | Narvik       | 18 mars 1943     | Trondheim    | 3 jours   |        |
|       | Kptlt. Horst-Thilo Queck | 17 mai 1943      | Trondheim    | 21 mai 1943      | Hammerfest   | 5 jours   |        |
| 4     | Kptlt. Horst-Thilo Queck | 29 mai 1943      | Hammerfest   | 5 juin 1943      | Hammerfest   | 8 jours   |        |
|       | Kptlt. Horst-Thilo Queck | 14 juin 1943     | Hammerfest   | 10 juillet 1943  | Trondheim    | 27 jours  |        |
| Total | Total                    | Total            | Total        | Total            | Total        | 151 jours | 0 t    |

Note : Oblt. = Oberleutnant zur See - Kptlt. = Kapitänleutnant

### Opérations Wolfpack
L'U-622 opéra avec les Rudeltaktik (meute de loups) durant sa carrière opérationnelle.
- Nordwind (24-28 janvier 1943)